# أودي فيلد
أودي فيلد (بالإنجليزية: Audi Field) هو ملعب يقع في واشنطن العاصمة تم إفتتاحه في 2018 ويتسع لـ 20,000 متفرج. هو مقر فرق دي سي يونايتد، ودي سي باور إف سي، وواشنطن سبيريت لكرة القدم، بالإضافة إلى فريق دي سي ديفندرز لكرة القدم الأمريكية. في السابق، استكشف دي سي يونايتد مواقع في منطقة واشنطن العاصمة. بعد فشل مقترح أولي لبناء ملعب عام ٢٠٠٦، قدم دي سي يونايتد مقترحين إضافيين لبناء ملعب، لكنهما لم يُنجزا أيضًا. في يناير ٢٠١١، استكشف النادي إمكانية استخدام أرض غير مستخدمة سابقًا في بوزارد بوينت لبناء ملعب؛ وقد تأكد ذلك في يوليو ٢٠١٣، عندما أُعلن عن بوزارد بوينت كموقع للملعب. أقيم حفل وضع حجر الأساس في فبراير ٢٠١٧، واكتمل البناء في يوليو ٢٠١٨.